# Natalja Bestemjanova
Natalja Filimonovna Bestemjanova (Russisch: Наталья Филимоновна Бестемьянова; Moskou, 6 januari 1960) is een Russisch voormalig kunstschaatsster.

## Biografie
Bestemjanova nam samen met Andrej Boekin deel aan het ijsdansen. Zij wonnen samen vijf Europese titels (waarvan vier op rij vanaf 1985 tot en met 1988), vier wereldtitels, de zilveren medaille tijdens de spelen van 1984 en de olympische gouden medaille in 1988.

## Belangrijke resultaten
1978-1988 met Andrej Boekin (voor de Sovjet-Unie uitkomend)
| Kampioenschap          | 78/79 | 79/80 | 80/81 | 81/82  | 82/83  | 83/84  | 84/85 | 85/86 | 86/87 | 87/88 |
| ---------------------- | ----- | ----- | ----- | ------ | ------ | ------ | ----- | ----- | ----- | ----- |
| Olympische Spelen      |       | 8e    |       |        |        | Zilver |       |       |       | Goud  |
| Wereldkampioenschap    | 10e   |       | Brons | Zilver | Zilver | Zilver | Goud  | Goud  | Goud  | Goud  |
| Europees Kampioenschap |       | 6e    | 4e    | Zilver | Goud   | Zilver | Goud  | Goud  | Goud  | Goud  |

1976: Ljoedmila Pachomova / Aleksandr Gorsjkov ·
1980: Natalja Linitsjoek / Gennadi Karponossov ·
1984: Jayne Torvill / Christopher Dean ·
1988: Natalja Bestemjanova / Andrej Boekin ·
1992: Marina Klimova / Sergej Ponomarenko ·
1994: Oksana Grisjtsjoek / Jevgeni Platov ·
1998: Oksana Grisjtsjoek / Jevgeni Platov ·
2002: Marina Anissina / Gwendal Peizerat ·
2006: Tatjana Navka / Roman Kostomarov ·
2010: Tessa Virtue / Scott Moir ·
2014: Meryl Davis / Charlie White ·
2018: Tessa Virtue / Scott Moir ·
2022: Gabriella Papadakis / Guillaume Cizeron
- International Standard Name Identifier: 0000 0000 5844 9979
- Library of Congress Control Number: n97857617
- Virtual International Authority File: 79530540
- WorldCat: E39PBJqkb4JQRDkyMQQ783xdQq